# ضمور شحمي حلقي
الضمور الشحمي الحلقي (بالإنجليزية: Lipoatrophia annularis) أو ضمور فيريرا-ماركيز الشحمي (بالإنجليزية: Ferreira–Marques lipoatrophia) هو مرض جلدي يصيب النساء أكثر من الرجال، ويمتاز بفقدان دهون تحت الجلد من الأطراف العليا، وهو أحد أنواع الضمور الشحمي.